# Ancistrus lithurgicus
Az Ancistrus lithurgicus a sugarasúszójú halak (Actinopterygii) osztályának harcsaalakúak (Siluriformes) rendjébe, ezen belül a tepsifejűharcsa-félék (Loricariidae) családjába tartozó faj.

## Előfordulása
Az Ancistrus lithurgicus Dél-Amerikában fordul elő. Kizárólag az Essequibo folyómedencében található meg ez az algaevő harcsa. Guyana egyik endemikus hala.

## Megjelenése
Ez a tepsifejűharcsafaj legfeljebb 13,2 centiméter hosszú.

## Életmódja
A trópusi édesvizeket kedveli. Az Ancistrus lithurgicus, mint a többi rokona, a víz fenekén él és keresi meg a táplálékát.